# Компенсация (шахматы)
Компенса́ция (лат. compensation — возмещение, уравновешивание; ) — наличие определённых выгод взамен известных уступок в материале или позиции.

## Типы компенсации
- Материальная — равноценная замена материала. Например, при выигрыше ладьи за лёгкую фигуру и две пешки.
- Позиционная — получение взамен материального урона — атаки, инициативы, лучшей позиции.

По достаточности:
- Достаточная — пожертвованный материал и получение выгоды позиции равноценны.
- Недостаточная — выгоды от пожертвованного материала недостаточно возмещены.
- Избыточная — пожертвованный материал обеспечивает преимущество.

## Ласкеровская компенсация
|   | a | b | c | d | e | f | g | h |   |
| - | --- | --- | --- | --- | --- | --- | --- | --- | - |
| 8 | c8 чёрная ладья · f8 чёрная ладья · g8 чёрный король · a7 чёрная пешка · b7 чёрная пешка · d7 чёрный слон · e7 чёрный слон · f7 чёрная пешка · g7 чёрная пешка · h7 чёрная пешка · c6 чёрный конь · d6 чёрная пешка · e6 чёрная пешка · f6 чёрный конь · a5 чёрный ферзь · d4 белый конь · e4 белая пешка · b3 белая пешка · g3 белая пешка · a2 белая пешка · b2 белый слон · c2 белая пешка · d2 белый ферзь · e2 белый конь · f2 белая пешка · g2 белый слон · h2 белая пешка · d1 белая ладья · f1 белая ладья · g1 белый король | c8 чёрная ладья · f8 чёрная ладья · g8 чёрный король · a7 чёрная пешка · b7 чёрная пешка · d7 чёрный слон · e7 чёрный слон · f7 чёрная пешка · g7 чёрная пешка · h7 чёрная пешка · c6 чёрный конь · d6 чёрная пешка · e6 чёрная пешка · f6 чёрный конь · a5 чёрный ферзь · d4 белый конь · e4 белая пешка · b3 белая пешка · g3 белая пешка · a2 белая пешка · b2 белый слон · c2 белая пешка · d2 белый ферзь · e2 белый конь · f2 белая пешка · g2 белый слон · h2 белая пешка · d1 белая ладья · f1 белая ладья · g1 белый король | c8 чёрная ладья · f8 чёрная ладья · g8 чёрный король · a7 чёрная пешка · b7 чёрная пешка · d7 чёрный слон · e7 чёрный слон · f7 чёрная пешка · g7 чёрная пешка · h7 чёрная пешка · c6 чёрный конь · d6 чёрная пешка · e6 чёрная пешка · f6 чёрный конь · a5 чёрный ферзь · d4 белый конь · e4 белая пешка · b3 белая пешка · g3 белая пешка · a2 белая пешка · b2 белый слон · c2 белая пешка · d2 белый ферзь · e2 белый конь · f2 белая пешка · g2 белый слон · h2 белая пешка · d1 белая ладья · f1 белая ладья · g1 белый король | c8 чёрная ладья · f8 чёрная ладья · g8 чёрный король · a7 чёрная пешка · b7 чёрная пешка · d7 чёрный слон · e7 чёрный слон · f7 чёрная пешка · g7 чёрная пешка · h7 чёрная пешка · c6 чёрный конь · d6 чёрная пешка · e6 чёрная пешка · f6 чёрный конь · a5 чёрный ферзь · d4 белый конь · e4 белая пешка · b3 белая пешка · g3 белая пешка · a2 белая пешка · b2 белый слон · c2 белая пешка · d2 белый ферзь · e2 белый конь · f2 белая пешка · g2 белый слон · h2 белая пешка · d1 белая ладья · f1 белая ладья · g1 белый король | c8 чёрная ладья · f8 чёрная ладья · g8 чёрный король · a7 чёрная пешка · b7 чёрная пешка · d7 чёрный слон · e7 чёрный слон · f7 чёрная пешка · g7 чёрная пешка · h7 чёрная пешка · c6 чёрный конь · d6 чёрная пешка · e6 чёрная пешка · f6 чёрный конь · a5 чёрный ферзь · d4 белый конь · e4 белая пешка · b3 белая пешка · g3 белая пешка · a2 белая пешка · b2 белый слон · c2 белая пешка · d2 белый ферзь · e2 белый конь · f2 белая пешка · g2 белый слон · h2 белая пешка · d1 белая ладья · f1 белая ладья · g1 белый король | c8 чёрная ладья · f8 чёрная ладья · g8 чёрный король · a7 чёрная пешка · b7 чёрная пешка · d7 чёрный слон · e7 чёрный слон · f7 чёрная пешка · g7 чёрная пешка · h7 чёрная пешка · c6 чёрный конь · d6 чёрная пешка · e6 чёрная пешка · f6 чёрный конь · a5 чёрный ферзь · d4 белый конь · e4 белая пешка · b3 белая пешка · g3 белая пешка · a2 белая пешка · b2 белый слон · c2 белая пешка · d2 белый ферзь · e2 белый конь · f2 белая пешка · g2 белый слон · h2 белая пешка · d1 белая ладья · f1 белая ладья · g1 белый король | c8 чёрная ладья · f8 чёрная ладья · g8 чёрный король · a7 чёрная пешка · b7 чёрная пешка · d7 чёрный слон · e7 чёрный слон · f7 чёрная пешка · g7 чёрная пешка · h7 чёрная пешка · c6 чёрный конь · d6 чёрная пешка · e6 чёрная пешка · f6 чёрный конь · a5 чёрный ферзь · d4 белый конь · e4 белая пешка · b3 белая пешка · g3 белая пешка · a2 белая пешка · b2 белый слон · c2 белая пешка · d2 белый ферзь · e2 белый конь · f2 белая пешка · g2 белый слон · h2 белая пешка · d1 белая ладья · f1 белая ладья · g1 белый король | c8 чёрная ладья · f8 чёрная ладья · g8 чёрный король · a7 чёрная пешка · b7 чёрная пешка · d7 чёрный слон · e7 чёрный слон · f7 чёрная пешка · g7 чёрная пешка · h7 чёрная пешка · c6 чёрный конь · d6 чёрная пешка · e6 чёрная пешка · f6 чёрный конь · a5 чёрный ферзь · d4 белый конь · e4 белая пешка · b3 белая пешка · g3 белая пешка · a2 белая пешка · b2 белый слон · c2 белая пешка · d2 белый ферзь · e2 белый конь · f2 белая пешка · g2 белый слон · h2 белая пешка · d1 белая ладья · f1 белая ладья · g1 белый король | 8 |
| 7 | c8 чёрная ладья · f8 чёрная ладья · g8 чёрный король · a7 чёрная пешка · b7 чёрная пешка · d7 чёрный слон · e7 чёрный слон · f7 чёрная пешка · g7 чёрная пешка · h7 чёрная пешка · c6 чёрный конь · d6 чёрная пешка · e6 чёрная пешка · f6 чёрный конь · a5 чёрный ферзь · d4 белый конь · e4 белая пешка · b3 белая пешка · g3 белая пешка · a2 белая пешка · b2 белый слон · c2 белая пешка · d2 белый ферзь · e2 белый конь · f2 белая пешка · g2 белый слон · h2 белая пешка · d1 белая ладья · f1 белая ладья · g1 белый король | c8 чёрная ладья · f8 чёрная ладья · g8 чёрный король · a7 чёрная пешка · b7 чёрная пешка · d7 чёрный слон · e7 чёрный слон · f7 чёрная пешка · g7 чёрная пешка · h7 чёрная пешка · c6 чёрный конь · d6 чёрная пешка · e6 чёрная пешка · f6 чёрный конь · a5 чёрный ферзь · d4 белый конь · e4 белая пешка · b3 белая пешка · g3 белая пешка · a2 белая пешка · b2 белый слон · c2 белая пешка · d2 белый ферзь · e2 белый конь · f2 белая пешка · g2 белый слон · h2 белая пешка · d1 белая ладья · f1 белая ладья · g1 белый король | c8 чёрная ладья · f8 чёрная ладья · g8 чёрный король · a7 чёрная пешка · b7 чёрная пешка · d7 чёрный слон · e7 чёрный слон · f7 чёрная пешка · g7 чёрная пешка · h7 чёрная пешка · c6 чёрный конь · d6 чёрная пешка · e6 чёрная пешка · f6 чёрный конь · a5 чёрный ферзь · d4 белый конь · e4 белая пешка · b3 белая пешка · g3 белая пешка · a2 белая пешка · b2 белый слон · c2 белая пешка · d2 белый ферзь · e2 белый конь · f2 белая пешка · g2 белый слон · h2 белая пешка · d1 белая ладья · f1 белая ладья · g1 белый король | c8 чёрная ладья · f8 чёрная ладья · g8 чёрный король · a7 чёрная пешка · b7 чёрная пешка · d7 чёрный слон · e7 чёрный слон · f7 чёрная пешка · g7 чёрная пешка · h7 чёрная пешка · c6 чёрный конь · d6 чёрная пешка · e6 чёрная пешка · f6 чёрный конь · a5 чёрный ферзь · d4 белый конь · e4 белая пешка · b3 белая пешка · g3 белая пешка · a2 белая пешка · b2 белый слон · c2 белая пешка · d2 белый ферзь · e2 белый конь · f2 белая пешка · g2 белый слон · h2 белая пешка · d1 белая ладья · f1 белая ладья · g1 белый король | c8 чёрная ладья · f8 чёрная ладья · g8 чёрный король · a7 чёрная пешка · b7 чёрная пешка · d7 чёрный слон · e7 чёрный слон · f7 чёрная пешка · g7 чёрная пешка · h7 чёрная пешка · c6 чёрный конь · d6 чёрная пешка · e6 чёрная пешка · f6 чёрный конь · a5 чёрный ферзь · d4 белый конь · e4 белая пешка · b3 белая пешка · g3 белая пешка · a2 белая пешка · b2 белый слон · c2 белая пешка · d2 белый ферзь · e2 белый конь · f2 белая пешка · g2 белый слон · h2 белая пешка · d1 белая ладья · f1 белая ладья · g1 белый король | c8 чёрная ладья · f8 чёрная ладья · g8 чёрный король · a7 чёрная пешка · b7 чёрная пешка · d7 чёрный слон · e7 чёрный слон · f7 чёрная пешка · g7 чёрная пешка · h7 чёрная пешка · c6 чёрный конь · d6 чёрная пешка · e6 чёрная пешка · f6 чёрный конь · a5 чёрный ферзь · d4 белый конь · e4 белая пешка · b3 белая пешка · g3 белая пешка · a2 белая пешка · b2 белый слон · c2 белая пешка · d2 белый ферзь · e2 белый конь · f2 белая пешка · g2 белый слон · h2 белая пешка · d1 белая ладья · f1 белая ладья · g1 белый король | c8 чёрная ладья · f8 чёрная ладья · g8 чёрный король · a7 чёрная пешка · b7 чёрная пешка · d7 чёрный слон · e7 чёрный слон · f7 чёрная пешка · g7 чёрная пешка · h7 чёрная пешка · c6 чёрный конь · d6 чёрная пешка · e6 чёрная пешка · f6 чёрный конь · a5 чёрный ферзь · d4 белый конь · e4 белая пешка · b3 белая пешка · g3 белая пешка · a2 белая пешка · b2 белый слон · c2 белая пешка · d2 белый ферзь · e2 белый конь · f2 белая пешка · g2 белый слон · h2 белая пешка · d1 белая ладья · f1 белая ладья · g1 белый король | c8 чёрная ладья · f8 чёрная ладья · g8 чёрный король · a7 чёрная пешка · b7 чёрная пешка · d7 чёрный слон · e7 чёрный слон · f7 чёрная пешка · g7 чёрная пешка · h7 чёрная пешка · c6 чёрный конь · d6 чёрная пешка · e6 чёрная пешка · f6 чёрный конь · a5 чёрный ферзь · d4 белый конь · e4 белая пешка · b3 белая пешка · g3 белая пешка · a2 белая пешка · b2 белый слон · c2 белая пешка · d2 белый ферзь · e2 белый конь · f2 белая пешка · g2 белый слон · h2 белая пешка · d1 белая ладья · f1 белая ладья · g1 белый король | 7 |
| 6 | c8 чёрная ладья · f8 чёрная ладья · g8 чёрный король · a7 чёрная пешка · b7 чёрная пешка · d7 чёрный слон · e7 чёрный слон · f7 чёрная пешка · g7 чёрная пешка · h7 чёрная пешка · c6 чёрный конь · d6 чёрная пешка · e6 чёрная пешка · f6 чёрный конь · a5 чёрный ферзь · d4 белый конь · e4 белая пешка · b3 белая пешка · g3 белая пешка · a2 белая пешка · b2 белый слон · c2 белая пешка · d2 белый ферзь · e2 белый конь · f2 белая пешка · g2 белый слон · h2 белая пешка · d1 белая ладья · f1 белая ладья · g1 белый король | c8 чёрная ладья · f8 чёрная ладья · g8 чёрный король · a7 чёрная пешка · b7 чёрная пешка · d7 чёрный слон · e7 чёрный слон · f7 чёрная пешка · g7 чёрная пешка · h7 чёрная пешка · c6 чёрный конь · d6 чёрная пешка · e6 чёрная пешка · f6 чёрный конь · a5 чёрный ферзь · d4 белый конь · e4 белая пешка · b3 белая пешка · g3 белая пешка · a2 белая пешка · b2 белый слон · c2 белая пешка · d2 белый ферзь · e2 белый конь · f2 белая пешка · g2 белый слон · h2 белая пешка · d1 белая ладья · f1 белая ладья · g1 белый король | c8 чёрная ладья · f8 чёрная ладья · g8 чёрный король · a7 чёрная пешка · b7 чёрная пешка · d7 чёрный слон · e7 чёрный слон · f7 чёрная пешка · g7 чёрная пешка · h7 чёрная пешка · c6 чёрный конь · d6 чёрная пешка · e6 чёрная пешка · f6 чёрный конь · a5 чёрный ферзь · d4 белый конь · e4 белая пешка · b3 белая пешка · g3 белая пешка · a2 белая пешка · b2 белый слон · c2 белая пешка · d2 белый ферзь · e2 белый конь · f2 белая пешка · g2 белый слон · h2 белая пешка · d1 белая ладья · f1 белая ладья · g1 белый король | c8 чёрная ладья · f8 чёрная ладья · g8 чёрный король · a7 чёрная пешка · b7 чёрная пешка · d7 чёрный слон · e7 чёрный слон · f7 чёрная пешка · g7 чёрная пешка · h7 чёрная пешка · c6 чёрный конь · d6 чёрная пешка · e6 чёрная пешка · f6 чёрный конь · a5 чёрный ферзь · d4 белый конь · e4 белая пешка · b3 белая пешка · g3 белая пешка · a2 белая пешка · b2 белый слон · c2 белая пешка · d2 белый ферзь · e2 белый конь · f2 белая пешка · g2 белый слон · h2 белая пешка · d1 белая ладья · f1 белая ладья · g1 белый король | c8 чёрная ладья · f8 чёрная ладья · g8 чёрный король · a7 чёрная пешка · b7 чёрная пешка · d7 чёрный слон · e7 чёрный слон · f7 чёрная пешка · g7 чёрная пешка · h7 чёрная пешка · c6 чёрный конь · d6 чёрная пешка · e6 чёрная пешка · f6 чёрный конь · a5 чёрный ферзь · d4 белый конь · e4 белая пешка · b3 белая пешка · g3 белая пешка · a2 белая пешка · b2 белый слон · c2 белая пешка · d2 белый ферзь · e2 белый конь · f2 белая пешка · g2 белый слон · h2 белая пешка · d1 белая ладья · f1 белая ладья · g1 белый король | c8 чёрная ладья · f8 чёрная ладья · g8 чёрный король · a7 чёрная пешка · b7 чёрная пешка · d7 чёрный слон · e7 чёрный слон · f7 чёрная пешка · g7 чёрная пешка · h7 чёрная пешка · c6 чёрный конь · d6 чёрная пешка · e6 чёрная пешка · f6 чёрный конь · a5 чёрный ферзь · d4 белый конь · e4 белая пешка · b3 белая пешка · g3 белая пешка · a2 белая пешка · b2 белый слон · c2 белая пешка · d2 белый ферзь · e2 белый конь · f2 белая пешка · g2 белый слон · h2 белая пешка · d1 белая ладья · f1 белая ладья · g1 белый король | c8 чёрная ладья · f8 чёрная ладья · g8 чёрный король · a7 чёрная пешка · b7 чёрная пешка · d7 чёрный слон · e7 чёрный слон · f7 чёрная пешка · g7 чёрная пешка · h7 чёрная пешка · c6 чёрный конь · d6 чёрная пешка · e6 чёрная пешка · f6 чёрный конь · a5 чёрный ферзь · d4 белый конь · e4 белая пешка · b3 белая пешка · g3 белая пешка · a2 белая пешка · b2 белый слон · c2 белая пешка · d2 белый ферзь · e2 белый конь · f2 белая пешка · g2 белый слон · h2 белая пешка · d1 белая ладья · f1 белая ладья · g1 белый король | c8 чёрная ладья · f8 чёрная ладья · g8 чёрный король · a7 чёрная пешка · b7 чёрная пешка · d7 чёрный слон · e7 чёрный слон · f7 чёрная пешка · g7 чёрная пешка · h7 чёрная пешка · c6 чёрный конь · d6 чёрная пешка · e6 чёрная пешка · f6 чёрный конь · a5 чёрный ферзь · d4 белый конь · e4 белая пешка · b3 белая пешка · g3 белая пешка · a2 белая пешка · b2 белый слон · c2 белая пешка · d2 белый ферзь · e2 белый конь · f2 белая пешка · g2 белый слон · h2 белая пешка · d1 белая ладья · f1 белая ладья · g1 белый король | 6 |
| 5 | c8 чёрная ладья · f8 чёрная ладья · g8 чёрный король · a7 чёрная пешка · b7 чёрная пешка · d7 чёрный слон · e7 чёрный слон · f7 чёрная пешка · g7 чёрная пешка · h7 чёрная пешка · c6 чёрный конь · d6 чёрная пешка · e6 чёрная пешка · f6 чёрный конь · a5 чёрный ферзь · d4 белый конь · e4 белая пешка · b3 белая пешка · g3 белая пешка · a2 белая пешка · b2 белый слон · c2 белая пешка · d2 белый ферзь · e2 белый конь · f2 белая пешка · g2 белый слон · h2 белая пешка · d1 белая ладья · f1 белая ладья · g1 белый король | c8 чёрная ладья · f8 чёрная ладья · g8 чёрный король · a7 чёрная пешка · b7 чёрная пешка · d7 чёрный слон · e7 чёрный слон · f7 чёрная пешка · g7 чёрная пешка · h7 чёрная пешка · c6 чёрный конь · d6 чёрная пешка · e6 чёрная пешка · f6 чёрный конь · a5 чёрный ферзь · d4 белый конь · e4 белая пешка · b3 белая пешка · g3 белая пешка · a2 белая пешка · b2 белый слон · c2 белая пешка · d2 белый ферзь · e2 белый конь · f2 белая пешка · g2 белый слон · h2 белая пешка · d1 белая ладья · f1 белая ладья · g1 белый король | c8 чёрная ладья · f8 чёрная ладья · g8 чёрный король · a7 чёрная пешка · b7 чёрная пешка · d7 чёрный слон · e7 чёрный слон · f7 чёрная пешка · g7 чёрная пешка · h7 чёрная пешка · c6 чёрный конь · d6 чёрная пешка · e6 чёрная пешка · f6 чёрный конь · a5 чёрный ферзь · d4 белый конь · e4 белая пешка · b3 белая пешка · g3 белая пешка · a2 белая пешка · b2 белый слон · c2 белая пешка · d2 белый ферзь · e2 белый конь · f2 белая пешка · g2 белый слон · h2 белая пешка · d1 белая ладья · f1 белая ладья · g1 белый король | c8 чёрная ладья · f8 чёрная ладья · g8 чёрный король · a7 чёрная пешка · b7 чёрная пешка · d7 чёрный слон · e7 чёрный слон · f7 чёрная пешка · g7 чёрная пешка · h7 чёрная пешка · c6 чёрный конь · d6 чёрная пешка · e6 чёрная пешка · f6 чёрный конь · a5 чёрный ферзь · d4 белый конь · e4 белая пешка · b3 белая пешка · g3 белая пешка · a2 белая пешка · b2 белый слон · c2 белая пешка · d2 белый ферзь · e2 белый конь · f2 белая пешка · g2 белый слон · h2 белая пешка · d1 белая ладья · f1 белая ладья · g1 белый король | c8 чёрная ладья · f8 чёрная ладья · g8 чёрный король · a7 чёрная пешка · b7 чёрная пешка · d7 чёрный слон · e7 чёрный слон · f7 чёрная пешка · g7 чёрная пешка · h7 чёрная пешка · c6 чёрный конь · d6 чёрная пешка · e6 чёрная пешка · f6 чёрный конь · a5 чёрный ферзь · d4 белый конь · e4 белая пешка · b3 белая пешка · g3 белая пешка · a2 белая пешка · b2 белый слон · c2 белая пешка · d2 белый ферзь · e2 белый конь · f2 белая пешка · g2 белый слон · h2 белая пешка · d1 белая ладья · f1 белая ладья · g1 белый король | c8 чёрная ладья · f8 чёрная ладья · g8 чёрный король · a7 чёрная пешка · b7 чёрная пешка · d7 чёрный слон · e7 чёрный слон · f7 чёрная пешка · g7 чёрная пешка · h7 чёрная пешка · c6 чёрный конь · d6 чёрная пешка · e6 чёрная пешка · f6 чёрный конь · a5 чёрный ферзь · d4 белый конь · e4 белая пешка · b3 белая пешка · g3 белая пешка · a2 белая пешка · b2 белый слон · c2 белая пешка · d2 белый ферзь · e2 белый конь · f2 белая пешка · g2 белый слон · h2 белая пешка · d1 белая ладья · f1 белая ладья · g1 белый король | c8 чёрная ладья · f8 чёрная ладья · g8 чёрный король · a7 чёрная пешка · b7 чёрная пешка · d7 чёрный слон · e7 чёрный слон · f7 чёрная пешка · g7 чёрная пешка · h7 чёрная пешка · c6 чёрный конь · d6 чёрная пешка · e6 чёрная пешка · f6 чёрный конь · a5 чёрный ферзь · d4 белый конь · e4 белая пешка · b3 белая пешка · g3 белая пешка · a2 белая пешка · b2 белый слон · c2 белая пешка · d2 белый ферзь · e2 белый конь · f2 белая пешка · g2 белый слон · h2 белая пешка · d1 белая ладья · f1 белая ладья · g1 белый король | c8 чёрная ладья · f8 чёрная ладья · g8 чёрный король · a7 чёрная пешка · b7 чёрная пешка · d7 чёрный слон · e7 чёрный слон · f7 чёрная пешка · g7 чёрная пешка · h7 чёрная пешка · c6 чёрный конь · d6 чёрная пешка · e6 чёрная пешка · f6 чёрный конь · a5 чёрный ферзь · d4 белый конь · e4 белая пешка · b3 белая пешка · g3 белая пешка · a2 белая пешка · b2 белый слон · c2 белая пешка · d2 белый ферзь · e2 белый конь · f2 белая пешка · g2 белый слон · h2 белая пешка · d1 белая ладья · f1 белая ладья · g1 белый король | 5 |
| 4 | c8 чёрная ладья · f8 чёрная ладья · g8 чёрный король · a7 чёрная пешка · b7 чёрная пешка · d7 чёрный слон · e7 чёрный слон · f7 чёрная пешка · g7 чёрная пешка · h7 чёрная пешка · c6 чёрный конь · d6 чёрная пешка · e6 чёрная пешка · f6 чёрный конь · a5 чёрный ферзь · d4 белый конь · e4 белая пешка · b3 белая пешка · g3 белая пешка · a2 белая пешка · b2 белый слон · c2 белая пешка · d2 белый ферзь · e2 белый конь · f2 белая пешка · g2 белый слон · h2 белая пешка · d1 белая ладья · f1 белая ладья · g1 белый король | c8 чёрная ладья · f8 чёрная ладья · g8 чёрный король · a7 чёрная пешка · b7 чёрная пешка · d7 чёрный слон · e7 чёрный слон · f7 чёрная пешка · g7 чёрная пешка · h7 чёрная пешка · c6 чёрный конь · d6 чёрная пешка · e6 чёрная пешка · f6 чёрный конь · a5 чёрный ферзь · d4 белый конь · e4 белая пешка · b3 белая пешка · g3 белая пешка · a2 белая пешка · b2 белый слон · c2 белая пешка · d2 белый ферзь · e2 белый конь · f2 белая пешка · g2 белый слон · h2 белая пешка · d1 белая ладья · f1 белая ладья · g1 белый король | c8 чёрная ладья · f8 чёрная ладья · g8 чёрный король · a7 чёрная пешка · b7 чёрная пешка · d7 чёрный слон · e7 чёрный слон · f7 чёрная пешка · g7 чёрная пешка · h7 чёрная пешка · c6 чёрный конь · d6 чёрная пешка · e6 чёрная пешка · f6 чёрный конь · a5 чёрный ферзь · d4 белый конь · e4 белая пешка · b3 белая пешка · g3 белая пешка · a2 белая пешка · b2 белый слон · c2 белая пешка · d2 белый ферзь · e2 белый конь · f2 белая пешка · g2 белый слон · h2 белая пешка · d1 белая ладья · f1 белая ладья · g1 белый король | c8 чёрная ладья · f8 чёрная ладья · g8 чёрный король · a7 чёрная пешка · b7 чёрная пешка · d7 чёрный слон · e7 чёрный слон · f7 чёрная пешка · g7 чёрная пешка · h7 чёрная пешка · c6 чёрный конь · d6 чёрная пешка · e6 чёрная пешка · f6 чёрный конь · a5 чёрный ферзь · d4 белый конь · e4 белая пешка · b3 белая пешка · g3 белая пешка · a2 белая пешка · b2 белый слон · c2 белая пешка · d2 белый ферзь · e2 белый конь · f2 белая пешка · g2 белый слон · h2 белая пешка · d1 белая ладья · f1 белая ладья · g1 белый король | c8 чёрная ладья · f8 чёрная ладья · g8 чёрный король · a7 чёрная пешка · b7 чёрная пешка · d7 чёрный слон · e7 чёрный слон · f7 чёрная пешка · g7 чёрная пешка · h7 чёрная пешка · c6 чёрный конь · d6 чёрная пешка · e6 чёрная пешка · f6 чёрный конь · a5 чёрный ферзь · d4 белый конь · e4 белая пешка · b3 белая пешка · g3 белая пешка · a2 белая пешка · b2 белый слон · c2 белая пешка · d2 белый ферзь · e2 белый конь · f2 белая пешка · g2 белый слон · h2 белая пешка · d1 белая ладья · f1 белая ладья · g1 белый король | c8 чёрная ладья · f8 чёрная ладья · g8 чёрный король · a7 чёрная пешка · b7 чёрная пешка · d7 чёрный слон · e7 чёрный слон · f7 чёрная пешка · g7 чёрная пешка · h7 чёрная пешка · c6 чёрный конь · d6 чёрная пешка · e6 чёрная пешка · f6 чёрный конь · a5 чёрный ферзь · d4 белый конь · e4 белая пешка · b3 белая пешка · g3 белая пешка · a2 белая пешка · b2 белый слон · c2 белая пешка · d2 белый ферзь · e2 белый конь · f2 белая пешка · g2 белый слон · h2 белая пешка · d1 белая ладья · f1 белая ладья · g1 белый король | c8 чёрная ладья · f8 чёрная ладья · g8 чёрный король · a7 чёрная пешка · b7 чёрная пешка · d7 чёрный слон · e7 чёрный слон · f7 чёрная пешка · g7 чёрная пешка · h7 чёрная пешка · c6 чёрный конь · d6 чёрная пешка · e6 чёрная пешка · f6 чёрный конь · a5 чёрный ферзь · d4 белый конь · e4 белая пешка · b3 белая пешка · g3 белая пешка · a2 белая пешка · b2 белый слон · c2 белая пешка · d2 белый ферзь · e2 белый конь · f2 белая пешка · g2 белый слон · h2 белая пешка · d1 белая ладья · f1 белая ладья · g1 белый король | c8 чёрная ладья · f8 чёрная ладья · g8 чёрный король · a7 чёрная пешка · b7 чёрная пешка · d7 чёрный слон · e7 чёрный слон · f7 чёрная пешка · g7 чёрная пешка · h7 чёрная пешка · c6 чёрный конь · d6 чёрная пешка · e6 чёрная пешка · f6 чёрный конь · a5 чёрный ферзь · d4 белый конь · e4 белая пешка · b3 белая пешка · g3 белая пешка · a2 белая пешка · b2 белый слон · c2 белая пешка · d2 белый ферзь · e2 белый конь · f2 белая пешка · g2 белый слон · h2 белая пешка · d1 белая ладья · f1 белая ладья · g1 белый король | 4 |
| 3 | c8 чёрная ладья · f8 чёрная ладья · g8 чёрный король · a7 чёрная пешка · b7 чёрная пешка · d7 чёрный слон · e7 чёрный слон · f7 чёрная пешка · g7 чёрная пешка · h7 чёрная пешка · c6 чёрный конь · d6 чёрная пешка · e6 чёрная пешка · f6 чёрный конь · a5 чёрный ферзь · d4 белый конь · e4 белая пешка · b3 белая пешка · g3 белая пешка · a2 белая пешка · b2 белый слон · c2 белая пешка · d2 белый ферзь · e2 белый конь · f2 белая пешка · g2 белый слон · h2 белая пешка · d1 белая ладья · f1 белая ладья · g1 белый король | c8 чёрная ладья · f8 чёрная ладья · g8 чёрный король · a7 чёрная пешка · b7 чёрная пешка · d7 чёрный слон · e7 чёрный слон · f7 чёрная пешка · g7 чёрная пешка · h7 чёрная пешка · c6 чёрный конь · d6 чёрная пешка · e6 чёрная пешка · f6 чёрный конь · a5 чёрный ферзь · d4 белый конь · e4 белая пешка · b3 белая пешка · g3 белая пешка · a2 белая пешка · b2 белый слон · c2 белая пешка · d2 белый ферзь · e2 белый конь · f2 белая пешка · g2 белый слон · h2 белая пешка · d1 белая ладья · f1 белая ладья · g1 белый король | c8 чёрная ладья · f8 чёрная ладья · g8 чёрный король · a7 чёрная пешка · b7 чёрная пешка · d7 чёрный слон · e7 чёрный слон · f7 чёрная пешка · g7 чёрная пешка · h7 чёрная пешка · c6 чёрный конь · d6 чёрная пешка · e6 чёрная пешка · f6 чёрный конь · a5 чёрный ферзь · d4 белый конь · e4 белая пешка · b3 белая пешка · g3 белая пешка · a2 белая пешка · b2 белый слон · c2 белая пешка · d2 белый ферзь · e2 белый конь · f2 белая пешка · g2 белый слон · h2 белая пешка · d1 белая ладья · f1 белая ладья · g1 белый король | c8 чёрная ладья · f8 чёрная ладья · g8 чёрный король · a7 чёрная пешка · b7 чёрная пешка · d7 чёрный слон · e7 чёрный слон · f7 чёрная пешка · g7 чёрная пешка · h7 чёрная пешка · c6 чёрный конь · d6 чёрная пешка · e6 чёрная пешка · f6 чёрный конь · a5 чёрный ферзь · d4 белый конь · e4 белая пешка · b3 белая пешка · g3 белая пешка · a2 белая пешка · b2 белый слон · c2 белая пешка · d2 белый ферзь · e2 белый конь · f2 белая пешка · g2 белый слон · h2 белая пешка · d1 белая ладья · f1 белая ладья · g1 белый король | c8 чёрная ладья · f8 чёрная ладья · g8 чёрный король · a7 чёрная пешка · b7 чёрная пешка · d7 чёрный слон · e7 чёрный слон · f7 чёрная пешка · g7 чёрная пешка · h7 чёрная пешка · c6 чёрный конь · d6 чёрная пешка · e6 чёрная пешка · f6 чёрный конь · a5 чёрный ферзь · d4 белый конь · e4 белая пешка · b3 белая пешка · g3 белая пешка · a2 белая пешка · b2 белый слон · c2 белая пешка · d2 белый ферзь · e2 белый конь · f2 белая пешка · g2 белый слон · h2 белая пешка · d1 белая ладья · f1 белая ладья · g1 белый король | c8 чёрная ладья · f8 чёрная ладья · g8 чёрный король · a7 чёрная пешка · b7 чёрная пешка · d7 чёрный слон · e7 чёрный слон · f7 чёрная пешка · g7 чёрная пешка · h7 чёрная пешка · c6 чёрный конь · d6 чёрная пешка · e6 чёрная пешка · f6 чёрный конь · a5 чёрный ферзь · d4 белый конь · e4 белая пешка · b3 белая пешка · g3 белая пешка · a2 белая пешка · b2 белый слон · c2 белая пешка · d2 белый ферзь · e2 белый конь · f2 белая пешка · g2 белый слон · h2 белая пешка · d1 белая ладья · f1 белая ладья · g1 белый король | c8 чёрная ладья · f8 чёрная ладья · g8 чёрный король · a7 чёрная пешка · b7 чёрная пешка · d7 чёрный слон · e7 чёрный слон · f7 чёрная пешка · g7 чёрная пешка · h7 чёрная пешка · c6 чёрный конь · d6 чёрная пешка · e6 чёрная пешка · f6 чёрный конь · a5 чёрный ферзь · d4 белый конь · e4 белая пешка · b3 белая пешка · g3 белая пешка · a2 белая пешка · b2 белый слон · c2 белая пешка · d2 белый ферзь · e2 белый конь · f2 белая пешка · g2 белый слон · h2 белая пешка · d1 белая ладья · f1 белая ладья · g1 белый король | c8 чёрная ладья · f8 чёрная ладья · g8 чёрный король · a7 чёрная пешка · b7 чёрная пешка · d7 чёрный слон · e7 чёрный слон · f7 чёрная пешка · g7 чёрная пешка · h7 чёрная пешка · c6 чёрный конь · d6 чёрная пешка · e6 чёрная пешка · f6 чёрный конь · a5 чёрный ферзь · d4 белый конь · e4 белая пешка · b3 белая пешка · g3 белая пешка · a2 белая пешка · b2 белый слон · c2 белая пешка · d2 белый ферзь · e2 белый конь · f2 белая пешка · g2 белый слон · h2 белая пешка · d1 белая ладья · f1 белая ладья · g1 белый король | 3 |
| 2 | c8 чёрная ладья · f8 чёрная ладья · g8 чёрный король · a7 чёрная пешка · b7 чёрная пешка · d7 чёрный слон · e7 чёрный слон · f7 чёрная пешка · g7 чёрная пешка · h7 чёрная пешка · c6 чёрный конь · d6 чёрная пешка · e6 чёрная пешка · f6 чёрный конь · a5 чёрный ферзь · d4 белый конь · e4 белая пешка · b3 белая пешка · g3 белая пешка · a2 белая пешка · b2 белый слон · c2 белая пешка · d2 белый ферзь · e2 белый конь · f2 белая пешка · g2 белый слон · h2 белая пешка · d1 белая ладья · f1 белая ладья · g1 белый король | c8 чёрная ладья · f8 чёрная ладья · g8 чёрный король · a7 чёрная пешка · b7 чёрная пешка · d7 чёрный слон · e7 чёрный слон · f7 чёрная пешка · g7 чёрная пешка · h7 чёрная пешка · c6 чёрный конь · d6 чёрная пешка · e6 чёрная пешка · f6 чёрный конь · a5 чёрный ферзь · d4 белый конь · e4 белая пешка · b3 белая пешка · g3 белая пешка · a2 белая пешка · b2 белый слон · c2 белая пешка · d2 белый ферзь · e2 белый конь · f2 белая пешка · g2 белый слон · h2 белая пешка · d1 белая ладья · f1 белая ладья · g1 белый король | c8 чёрная ладья · f8 чёрная ладья · g8 чёрный король · a7 чёрная пешка · b7 чёрная пешка · d7 чёрный слон · e7 чёрный слон · f7 чёрная пешка · g7 чёрная пешка · h7 чёрная пешка · c6 чёрный конь · d6 чёрная пешка · e6 чёрная пешка · f6 чёрный конь · a5 чёрный ферзь · d4 белый конь · e4 белая пешка · b3 белая пешка · g3 белая пешка · a2 белая пешка · b2 белый слон · c2 белая пешка · d2 белый ферзь · e2 белый конь · f2 белая пешка · g2 белый слон · h2 белая пешка · d1 белая ладья · f1 белая ладья · g1 белый король | c8 чёрная ладья · f8 чёрная ладья · g8 чёрный король · a7 чёрная пешка · b7 чёрная пешка · d7 чёрный слон · e7 чёрный слон · f7 чёрная пешка · g7 чёрная пешка · h7 чёрная пешка · c6 чёрный конь · d6 чёрная пешка · e6 чёрная пешка · f6 чёрный конь · a5 чёрный ферзь · d4 белый конь · e4 белая пешка · b3 белая пешка · g3 белая пешка · a2 белая пешка · b2 белый слон · c2 белая пешка · d2 белый ферзь · e2 белый конь · f2 белая пешка · g2 белый слон · h2 белая пешка · d1 белая ладья · f1 белая ладья · g1 белый король | c8 чёрная ладья · f8 чёрная ладья · g8 чёрный король · a7 чёрная пешка · b7 чёрная пешка · d7 чёрный слон · e7 чёрный слон · f7 чёрная пешка · g7 чёрная пешка · h7 чёрная пешка · c6 чёрный конь · d6 чёрная пешка · e6 чёрная пешка · f6 чёрный конь · a5 чёрный ферзь · d4 белый конь · e4 белая пешка · b3 белая пешка · g3 белая пешка · a2 белая пешка · b2 белый слон · c2 белая пешка · d2 белый ферзь · e2 белый конь · f2 белая пешка · g2 белый слон · h2 белая пешка · d1 белая ладья · f1 белая ладья · g1 белый король | c8 чёрная ладья · f8 чёрная ладья · g8 чёрный король · a7 чёрная пешка · b7 чёрная пешка · d7 чёрный слон · e7 чёрный слон · f7 чёрная пешка · g7 чёрная пешка · h7 чёрная пешка · c6 чёрный конь · d6 чёрная пешка · e6 чёрная пешка · f6 чёрный конь · a5 чёрный ферзь · d4 белый конь · e4 белая пешка · b3 белая пешка · g3 белая пешка · a2 белая пешка · b2 белый слон · c2 белая пешка · d2 белый ферзь · e2 белый конь · f2 белая пешка · g2 белый слон · h2 белая пешка · d1 белая ладья · f1 белая ладья · g1 белый король | c8 чёрная ладья · f8 чёрная ладья · g8 чёрный король · a7 чёрная пешка · b7 чёрная пешка · d7 чёрный слон · e7 чёрный слон · f7 чёрная пешка · g7 чёрная пешка · h7 чёрная пешка · c6 чёрный конь · d6 чёрная пешка · e6 чёрная пешка · f6 чёрный конь · a5 чёрный ферзь · d4 белый конь · e4 белая пешка · b3 белая пешка · g3 белая пешка · a2 белая пешка · b2 белый слон · c2 белая пешка · d2 белый ферзь · e2 белый конь · f2 белая пешка · g2 белый слон · h2 белая пешка · d1 белая ладья · f1 белая ладья · g1 белый король | c8 чёрная ладья · f8 чёрная ладья · g8 чёрный король · a7 чёрная пешка · b7 чёрная пешка · d7 чёрный слон · e7 чёрный слон · f7 чёрная пешка · g7 чёрная пешка · h7 чёрная пешка · c6 чёрный конь · d6 чёрная пешка · e6 чёрная пешка · f6 чёрный конь · a5 чёрный ферзь · d4 белый конь · e4 белая пешка · b3 белая пешка · g3 белая пешка · a2 белая пешка · b2 белый слон · c2 белая пешка · d2 белый ферзь · e2 белый конь · f2 белая пешка · g2 белый слон · h2 белая пешка · d1 белая ладья · f1 белая ладья · g1 белый король | 2 |
| 1 | c8 чёрная ладья · f8 чёрная ладья · g8 чёрный король · a7 чёрная пешка · b7 чёрная пешка · d7 чёрный слон · e7 чёрный слон · f7 чёрная пешка · g7 чёрная пешка · h7 чёрная пешка · c6 чёрный конь · d6 чёрная пешка · e6 чёрная пешка · f6 чёрный конь · a5 чёрный ферзь · d4 белый конь · e4 белая пешка · b3 белая пешка · g3 белая пешка · a2 белая пешка · b2 белый слон · c2 белая пешка · d2 белый ферзь · e2 белый конь · f2 белая пешка · g2 белый слон · h2 белая пешка · d1 белая ладья · f1 белая ладья · g1 белый король | c8 чёрная ладья · f8 чёрная ладья · g8 чёрный король · a7 чёрная пешка · b7 чёрная пешка · d7 чёрный слон · e7 чёрный слон · f7 чёрная пешка · g7 чёрная пешка · h7 чёрная пешка · c6 чёрный конь · d6 чёрная пешка · e6 чёрная пешка · f6 чёрный конь · a5 чёрный ферзь · d4 белый конь · e4 белая пешка · b3 белая пешка · g3 белая пешка · a2 белая пешка · b2 белый слон · c2 белая пешка · d2 белый ферзь · e2 белый конь · f2 белая пешка · g2 белый слон · h2 белая пешка · d1 белая ладья · f1 белая ладья · g1 белый король | c8 чёрная ладья · f8 чёрная ладья · g8 чёрный король · a7 чёрная пешка · b7 чёрная пешка · d7 чёрный слон · e7 чёрный слон · f7 чёрная пешка · g7 чёрная пешка · h7 чёрная пешка · c6 чёрный конь · d6 чёрная пешка · e6 чёрная пешка · f6 чёрный конь · a5 чёрный ферзь · d4 белый конь · e4 белая пешка · b3 белая пешка · g3 белая пешка · a2 белая пешка · b2 белый слон · c2 белая пешка · d2 белый ферзь · e2 белый конь · f2 белая пешка · g2 белый слон · h2 белая пешка · d1 белая ладья · f1 белая ладья · g1 белый король | c8 чёрная ладья · f8 чёрная ладья · g8 чёрный король · a7 чёрная пешка · b7 чёрная пешка · d7 чёрный слон · e7 чёрный слон · f7 чёрная пешка · g7 чёрная пешка · h7 чёрная пешка · c6 чёрный конь · d6 чёрная пешка · e6 чёрная пешка · f6 чёрный конь · a5 чёрный ферзь · d4 белый конь · e4 белая пешка · b3 белая пешка · g3 белая пешка · a2 белая пешка · b2 белый слон · c2 белая пешка · d2 белый ферзь · e2 белый конь · f2 белая пешка · g2 белый слон · h2 белая пешка · d1 белая ладья · f1 белая ладья · g1 белый король | c8 чёрная ладья · f8 чёрная ладья · g8 чёрный король · a7 чёрная пешка · b7 чёрная пешка · d7 чёрный слон · e7 чёрный слон · f7 чёрная пешка · g7 чёрная пешка · h7 чёрная пешка · c6 чёрный конь · d6 чёрная пешка · e6 чёрная пешка · f6 чёрный конь · a5 чёрный ферзь · d4 белый конь · e4 белая пешка · b3 белая пешка · g3 белая пешка · a2 белая пешка · b2 белый слон · c2 белая пешка · d2 белый ферзь · e2 белый конь · f2 белая пешка · g2 белый слон · h2 белая пешка · d1 белая ладья · f1 белая ладья · g1 белый король | c8 чёрная ладья · f8 чёрная ладья · g8 чёрный король · a7 чёрная пешка · b7 чёрная пешка · d7 чёрный слон · e7 чёрный слон · f7 чёрная пешка · g7 чёрная пешка · h7 чёрная пешка · c6 чёрный конь · d6 чёрная пешка · e6 чёрная пешка · f6 чёрный конь · a5 чёрный ферзь · d4 белый конь · e4 белая пешка · b3 белая пешка · g3 белая пешка · a2 белая пешка · b2 белый слон · c2 белая пешка · d2 белый ферзь · e2 белый конь · f2 белая пешка · g2 белый слон · h2 белая пешка · d1 белая ладья · f1 белая ладья · g1 белый король | c8 чёрная ладья · f8 чёрная ладья · g8 чёрный король · a7 чёрная пешка · b7 чёрная пешка · d7 чёрный слон · e7 чёрный слон · f7 чёрная пешка · g7 чёрная пешка · h7 чёрная пешка · c6 чёрный конь · d6 чёрная пешка · e6 чёрная пешка · f6 чёрный конь · a5 чёрный ферзь · d4 белый конь · e4 белая пешка · b3 белая пешка · g3 белая пешка · a2 белая пешка · b2 белый слон · c2 белая пешка · d2 белый ферзь · e2 белый конь · f2 белая пешка · g2 белый слон · h2 белая пешка · d1 белая ладья · f1 белая ладья · g1 белый король | c8 чёрная ладья · f8 чёрная ладья · g8 чёрный король · a7 чёрная пешка · b7 чёрная пешка · d7 чёрный слон · e7 чёрный слон · f7 чёрная пешка · g7 чёрная пешка · h7 чёрная пешка · c6 чёрный конь · d6 чёрная пешка · e6 чёрная пешка · f6 чёрный конь · a5 чёрный ферзь · d4 белый конь · e4 белая пешка · b3 белая пешка · g3 белая пешка · a2 белая пешка · b2 белый слон · c2 белая пешка · d2 белый ферзь · e2 белый конь · f2 белая пешка · g2 белый слон · h2 белая пешка · d1 белая ладья · f1 белая ладья · g1 белый король | 1 |
|   | a | b | c | d | e | f | g | h |   |

Особым видом материальной компенсации является «ласкеровская компенсация». Это компенсация за ферзя в виде ладьи, пешки и лёгкой фигуры (как правило, слона). Термин образован от фамилии второго чемпиона мира по шахматам Эмануила Ласкера, который неоднократно с успехом осуществлял подобный размен сильнейшей фигуры.
Ярким примером «ласкеровской компенсации» служит партия Ильин-Женевский — Ласкер, сыгранная на Московском турнире 1925 года.
В позиции на диаграмме у белых имеется определённый позиционный перевес. Их план игры прост — давление по линии «d» на слабую пешку d6. Но внезапно чёрные идут на необязательную жертву ферзя.
 13… Ф:а2!?
 14. Ла1 Ф:b2
 15. Лfb1 Ф:b1
 16. Л:b1
«Ласкеровская компенсация» полностью меняет характер борьбы. И хотя у белых по-прежнему остаётся позиционный перевес, их прежний план игры разрушен. Неожиданность комбинации также воздействует на психологию спортсмена, что приводит к невынужденным ошибкам.